# 穆沟站
穆沟站是一个陇海铁路上的铁路车站，位于河南省荥阳市高山镇穆沟村，建于1936年，目前为四等站，邮政编码为450135。目前客运：办理旅客乘降；不办理行李、包裹托运；货运：办理整车货物发到。